# Acaulon integrifolium
Acaulon integrifolium là một loài Rêu trong họ Pottiaceae. Loài này được Müll. Hal. mô tả khoa học đầu tiên năm 1855.